# Can Balmanya
Can Balmanya és un edifici del municipi de Vidreres (Selva) inclosa en l'Inventari del Patrimoni Arquitectònic de Catalunya.

## Descripció
Es tracta d'un edifici entre mitgeres de tres plantes i coberta a dues aigües a façana. Té gairebé totes les obertures emmarcades de pedra i un balcó de fusta sobre la porta principal.
La cornisa és senzilla i les teules sobresurtes de la façana.
La forma de l'edifici és irregular, ja que a la part dreta té una corba que segueix el carrer.
Obertura d'una finestra sense marcs de pedra a la part esquerra de l'edifici durant el segle xx.
Reformes interiors durant el segle xx.

## Història
Fins a finals de la dècada de 1920 fou la seu d'un convent femení dedicat a l'ensenyament.
Durant la primera meitat del segle XX fou un taller de fabricació de taps de suro. I durant la segona meitat del segle XX fou la casa d'un famós contrabaix (Agustí Balmanya) de l'orquestra de Vidreres "Amoga".
També funcionà com a casal infantil (municipal) durant els anys noranta del segle xx.
Actualment és una casa de lloguer on, recentment, s'han identificat uns mosaics d'origen romà. Si la dada dels mosaics romans es confirmés i pels voltants es trobessin restes d'una vil·la romana, les notícies històriques sobre Vidreres es remuntarien a l'època romana.